# Lijst van voetbalinterlands Liberia - Tsjaad
Deze lijst van voetbalinterlands is een overzicht van alle officiële voetbalwedstrijden tussen de nationale teams van Liberia en Tsjaad. De landen speelden tot op heden vier keer tegen elkaar. De eerste ontmoeting was een kwalificatiewedstrijd voor het Wereldkampioenschap voetbal 2002 op 9 april 2000 in Ndjamena. Het laatste duel, een kwalificatiewedstrijd voor de Afrika Cup 2021, werd gespeeld in de Tsjadische hoofdstad op 13 oktober 2019.

## Wedstrijden
| № | Plaats      | Datum           | Competitie                   | Wedstrijd        | Uitslag |
| - | ----------- | --------------- | ---------------------------- | ---------------- | ------- |
| 1 | Ndjamena    | 9 april 2000    | WK 2002 kwalificatie         | Tsjaad − Liberia | 0 − 1   |
| 2 | Monrovia    | 23 april 2000   | WK 2002 kwalificatie         | Liberia − Tsjaad | 0 − 0   |
| 3 | Paynesville | 9 oktober 2019  | Afrika Cup 2021 kwalificatie | Liberia − Tsjaad | 1 − 0   |
| 4 | Ndjamena    | 13 oktober 2019 | Afrika Cup 2021 kwalificatie | Tsjaad − Liberia | 1 − 0   |

## Samenvatting
| Competitie              | Totaal gespeeld | Winst Liberia | Gelijk | Winst Tsjaad | Doelsaldo Liberia – Tsjaad |
| ----------------------- | --------------- | ------------- | ------ | ------------ | -------------------------- |
| WK-kwalificatie         | 2               | 1             | 1      | 0            | 1 − 0                      |
| Afrika Cup-kwalificatie | 2               | 1             | 0      | 1            | 1 − 1                      |
| Totaal                  | 4               | 2             | 1      | 1            | 2 − 1                      |

LFA · Liberiaans vrouwenelftal
Interlands
Tegenstander:
Algerije ·
Angola ·
Benin ·
Botswana ·
Burkina Faso ·
Burundi ·
Centraal-Afrikaanse Republiek ·
Colombia ·
Congo-Brazzaville ·
Congo-Kinshasa ·
Djibouti ·
Egypte ·
Equatoriaal-Guinea ·
Ethiopië ·
Gabon ·
Gambia ·
Ghana ·
Guinee ·
Guinee-Bissau ·
Indonesië ·
Irak ·
Ivoorkust ·
Kaapverdië ·
Kameroen ·
Kenia ·
Lesotho ·
Libië ·
Madagaskar ·
Malawi ·
Maleisië ·
Mali ·
Marokko ·
Mauritanië ·
Mauritius ·
Mexico ·
Namibië ·
Niger ·
Nigeria ·
Oeganda ·
Oman ·
Papoea-Nieuw-Guinea ·
Rwanda ·
Sao Tomé en Principe ·
Senegal ·
Sierra Leone ·
Soedan ·
Tanzania ·
Thailand ·
Togo ·
Tsjaad ·
Tunesië ·
Zambia ·
Zimbabwe ·
Zuid-Afrika
FTF · Tsjadisch vrouwenelftal
Interlands
Tegenstander:
Algerije ·
Angola ·
Bahrein ·
Benin ·
Botswana ·
Centraal-Afrikaanse Republiek ·
Comoren ·
Congo-Brazzaville ·
Congo-Kinshasa ·
Egypte ·
Equatoriaal-Guinea ·
Ethiopië ·
Gabon ·
Gambia ·
Ghana ·
Guinee ·
Ivoorkust ·
Jemen ·
Jordanië ·
Kameroen ·
Liberia ·
Libië ·
Madagaskar ·
Malawi ·
Mali ·
Mauritius ·
Namibië ·
Niger ·
Nigeria ·
Oeganda ·
Sao Tomé en Principe ·
Sierra Leone ·
Soedan ·
Tanzania ·
Togo ·
Tunesië ·
Zambia ·
Zuid-Afrika